# Arévacos

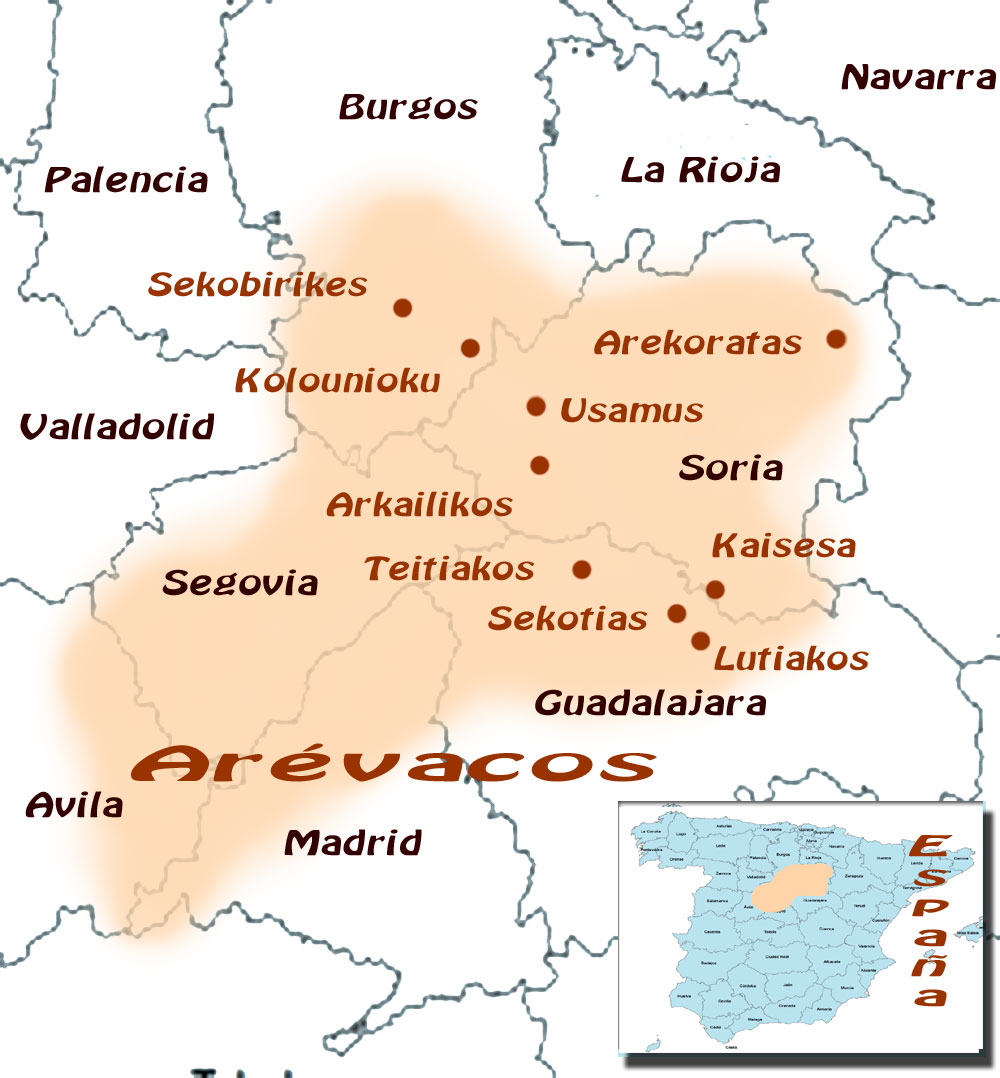
Mapa dos territórios dos arévacos

Arévacos, arevacos ou aravacos (em latim: Aravaci) foram uma tribo pré-romana pertencente ao grupo dos celtiberos, situada entre o Sistema Ibérico e o vale do rio Douro, limitados a oeste pelos váceos, estabelecida no centro da Península Ibérica, na atual Espanha.

## História
Os primeiros dados conhecidos dos arévacos foram subministrados pelo escritor romano Estrabão, pois nos dados anteriores, transmitidos por Políbio e Lívio, apenas se fala genericamente das tribos celtiberas, que adquiriram pronto grande importância pelas suas guerras contra a República Romana. Os arévacos construíam os seus povoados sobre cerros para organizar uma fácil defesa, rodeados de um, dois e até três recintos murados. Sabe-se com certeza que habitaram nos lugares de Osma (Uxama ou Argéla, segundo o autor grego Ptolomeu) e Sepúlveda.
Os arévacos levavam um nome que era claramente celta. Segundo o naturalista romano Plínio, o Velho, tomaram o nome do rio Areva (Araviana). Dedicavam-se à agricultura e pertenciam à mais poderosa de todas as tribos celtiberas, estendendo-se os seus povoados por quase toda a faixa sul do Douro. Os seus povoados eram independentes entre si. Shulten considera que os arévacos estão relacionados com os araviscos pela semelhança etimológica.
Eram povos ainda grosseiros e rústicos, regidos por diferentes régulos ou caudilhos, sem unidade entre si e quase sem comunicações. Cifravam a sua glória em perecerem nos combates e consideravam como afrontoso morrer de doença. É provável que este povo incinerasse os seus mortos, pois nos seus lugares de assentamento se encontraram necrópoles de incineração; porém, para os que pereciam em combate não consideravam digno o queimar os seus restos, os quais faziam descansar em cavernas, em valas primeiro e posteriormente em urnas.
Adoravam um deus sem nome, ao qual festejavam nas noites de plenilúnios, dançando em família às portas das suas casas. Também rendiam culto aos seus mortos e a um tal "Elman", ou "Endovélico", segundo testemunham algumas inscrições. Tinham por costume deixar os seus ícones, ou imagens dos deuses, em cavernas situadas em abruptos penhascais –às vezes tratava-se das mesmas grutas onde descansavam os seus antepassados–, e costumavam acudir a elas em grupo, em dias assinalados para a ocasião. Nestes lugares veneravam as suas divindades, às quais solicitavam favores, deixando os seus ex-votos.
Suas vestes eram pretas ou escuras, feitas de lã dos seus gados, às quais estava unido um capuz com o qual cobriam a cabeça quando não levavam o capacete que estava enfeitado com canetas. Ao pescoço costumavam rodear-se um colar. Uma espécie de calça ajustada completava o seu simples uniforme.
Nas guerras usavam espadas de dois fios, venábulos e lanças com botes de ferro, que endureciam deixando-os mofar na terra. Gastavam também um punhal raiado, e gaba-se a sua habilidade na arte de forjar as armas. Apresentavam-se a batalha em campo raso: interpolavam a infantaria com a cavalaria, a qual nos terrenos ásperos e escabrosos botava pé a terra e batia-se com a mesma vantagem que a tropa leve de infantaria. O cuneas, ou ordem de batalha triangular dos arévacos, tornou-se famoso entre os celtiberos e temível entre os guerreiros da antiguidade.
As mulheres empregavam-se também em exercícios varonis e ajudavam os homens na guerra. Precisavam, para poderem pelejar, deixar guardados os seus cereais em celeiros subterrâneos onde se conservavam bem os grãos durante longo tempo.
Por volta de 200 a.C., o cartaginês Aníbal quis mostrar-se senhor da Hispânia antes de medir as suas forças com Roma, e a este fim, e ao de exercitar as suas tropas e impor obediência e respeito entre os celtiberos, levou os seus exércitos para o interior da Península. Assim se internou com duas expedições consecutivas em terra dos arévacos, talando os campos e rendendo a sua capital, Numância, cujos habitantes foram obrigados a fugir com as suas mulheres e filhos às vizinhas serras, donde logo permitiu voltar sob palavra de que serviriam os cartagineses com lealdade.
Mas quando, carregado de despojos, regressava destas expedições a Cartagena (Cartago Nova), os naturais do planalto reunidos em alto número atreveram-se a atacá-lo nas margens do rio Tejo, desordenando a retaguarda e resgatando grande parte da pilhagem. Triunfo que os antigos hispânicos pagaram caro ao seguinte dia, em que Aníbal fez ver quão superiores eram as tropas disciplinadas e aguerridas a uma multitude falta de organização, por briosa que fosse.
Com a chegada dos romanos, Numância, uma das cidades arévacas, protagonizaria uma resistência heroica ao invasor. Após as campanhas de Tibério Graco em 180 a.C. e a assinatura de uns tratados com os povos indígenas, entre eles os arévacos, a Hispânia conheceria um período de relativa acalma. Mas esta acalma não duraria sempre: em 153 a.C. os segedanos -devido ao acréscimo da sua população- decidiram ampliar as muralhas, ato que não seria bem visto por Roma, que romperia os acordos, começando assim as denominadas Guerras Celtiberas. Os segedanos, que ainda não tinham terminadas as suas muralhas, refugiaram-se em Numância. O cônsul Quinto Fúlvio Nobilior foi enviado para a Hispânia para sufocar a rebelião.

## Povoados arévacos
Indicam-se a seguir uma série de povoados arévacos, com a sua correspondência geográfica atual:
Burgos
- Colounioco (fábrica de moeda), localizada no cerro do Alto del Cuerno (Peñalba de Castro).
- Secobírices (fábrica de moeda), localizada em Pinilla Trasmonte, cunharam-se denários, asses e semisses em finais do século II a.C.

Sória
- Numância, a 7 km a norte da cidade de Sória, sobre o cerro da Muela da localidade de Garray.
- Arecórata (fábrica de moeda), em Ágreda.
- Uxama (fábrica de moeda), teve o seu assentamento no Cerro Castro, a muito escassa distância de Burgo de Osma.
- Tiermes, situada no município de Montejo de Tiermes.

Guadalajara
- Caisesa (fábrica de moeda), situada em Sigüenza.
- Lutiacos (fábrica de moeda), relacionada com Lutia (Luzaga).